# Specially Designated Nationals and Blocked Persons List

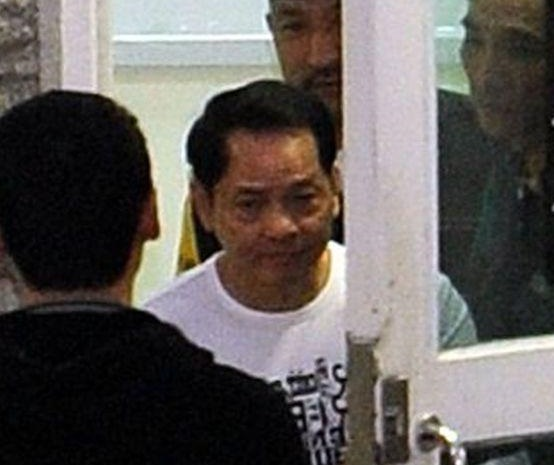
Le nom de Wan Kuok-koi, ancien chef de la triade 14K à Macao, est inscrit sur la liste SDN.

Le Specially Designated Nationals and Blocked Persons List, aussi connue sous le titre SDN List, est une mesure de sanctions/embargos du gouvernement fédéral des États-Unis qui cible des terroristes, des hauts fonctionnaires et des bénéficiaires de certains régimes politiques autoritaires, ainsi que des criminels internationaux. Cette liste est gérée et publiée par l'Office of Foreign Assets Control.
La SDN List comprend des dizaines de milliers de noms de sociétés, d'organisations et d'individus qui pourraient poser une menace à la sécurité nationale des États-Unis, à ses politiques étrangères et économiques.
Toute personne et toute société faisant affaires aux États-Unis sont interdites par le gouvernement fédéral américain de faire affaires avec les personnes listées sous peine de sanction.
Des sanctions peuvent aussi être appliquées s'il y a investissement dans l'une des sociétés que ces personnes « interdites » contrôlent. Des sanctions peuvent aussi être appliquées sur certains types de transactions financières.
250 personnes ou sociétés chinoises y sont listées ; presque tous les pays y sont présents.
Après l'annexion de la Crimée par la Russie en 2014 , le gouvernement fédéral américain y a ajouté plusieurs sociétés russes et de la Crimée.